# Erik Olsson fastighetsförmedling
Erik Olsson Fastighetsförmedling Aktiebolag är en fastighetsmäklare med verksamhet i Stockholm, Göteborg och Malmö. Företaget grundades 1997 av Erik Olsson. Omsättningen under 2023 var 128 miljoner kronor. Företag har 350 anställda, varav 300 är mäklare.